# Affaire Christophe Doire
L' Affaire Christophe Doire est une affaire judiciaire datant de décembre 1995 concernant Christophe Doire, retrouvé décapité dans un fossé de Busset dans l'Allier.

## Résumé
Le 16 ou le 18 décembre 1995, Christophe Doire, un chasseur âgé de 28 ans, est porté disparu. Une semaine plus tard, son corps sans tête est retrouvé sous la neige. La tête tranchée est remplacée par une botte. Vingt-sept ans après, son épouse, Maria M. est mise en examen,.

## Déroulement des faits
Le 16 décembre 1995, Christophe Doire, un homme de 28 ans employé dans une entreprise d’agroalimentaire à Vichy et passionné de chasse, commence sa journée avec comme principale préoccupation la recherche de sa chienne Flora qui a disparu. Après avoir quitté sa mère vers 17h30, il rentre chez lui où un accident survient : sa femme laisse tomber un sèche-cheveux dans la baignoire remplie d'eau alors qu'il s'y trouve. Vers 20h30, sans avoir mangé, il quitte son domicile pour se rendre chez son frère Olivier. Là-bas, il passe la soirée à regarder la télévision en compagnie d'amis. Il quitte ensuite le domicile de son frère vers 23h30, confirmé par les voisins, avec l'intention de rentrer chez lui.
Le 18 décembre 1995, 48 heures après la dernière fois où Christophe Doire a été vu, des chasseurs s'inquiètent de son absence. Sa femme signale alors que le véhicule de Christophe a été découvert par sa mère, stationné dans un parking à Cusset. Le véhicule était ouvert, la radio fonctionnait, et son fusil de chasse était retrouvé à l'arrière. Deux jours plus tard, l'épouse trouve les vêtements de Christophe dans le grenier, là où habituellement se trouve le linge sale. Un témoin rapporte les avoir vus deux jours après, lavés et étendus pour sécher. Ensuite, le véhicule de Christophe disparaît à son tour après être resté garé devant le domicile du couple pendant 4 jours. Il sera finalement retrouvé brûlé à Randan, dans le Puy-de-Dôme.
Le corps de Christophe Doire est découvert par deux chasseurs dans un fossé en pleine campagne le soir de Noël. Son identification est confirmée grâce à ses documents personnels. Les enquêteurs, lors des investigations, constatent une importante hémorragie comme cause du décès. L'autopsie révèle que la décapitation a été réalisée avec précision, probablement à l'aide d'un outil de boucherie ou de chasse, assurant une section nette des vertèbres cervicales. Malgré des recherches poussées, aucune conclusion satisfaisante n'est atteinte et une ordonnance de non-lieu est prononcée le 23 mars 2000.
En 2022, l'affaire est réexaminée par Éric Neveu, procureur de la république du Cusset. Le nom de Maria M., veuve de Christophe Doire, devient plus central dans l'affaire grâce à l'implication du frère de la victime, Olivier Doire. Des éléments incriminants pèsent sur elle, notamment son CAP en boucherie. Maria M. est mise en examen en juin 2022 pour meurtre et placée sous contrôle judiciaire. Le corps d'un potentiel complice est exhumé. Maria M. n’aurait pu transporter le corps de son mari toute seule. La police reçoit un témoignage inattendu : le mari défunt d’une femme aurait été l’amant de Maria M. Cette femme rapporte qu'au moment du meurtre, son mari est rentré chez eux tôt le matin, présentant un comportement complètement inhabituel.

## Documentaires télévisés et radiophoniques
- Cold Case, à la recherche du coupable dans Enquête sous haute tension sur C8 en 2021 [6]
- Affaire Doire : la veuve meurtrière dans Affaire suivante sur BFM TV[7]2022
- L'énigme du chasseur décapité dans "Sept à Huit" 2022 [8]
- Le chasseur sans tete du 25 décembre dans L'Heure du Crime sur RTL en 2023[9]